# Edith Bouthemy
Edith Bouthemy – francuska judoczka.
Złota medalistka mistrzostw Europy w 1979 i brązowa w 1977. Mistrzyni Francji w 1977 i 1979 roku.